# Agoliinus albertanus
Agoliinus albertanus är en skalbaggsart som beskrevs av Brown 1928. Agoliinus albertanus ingår i släktet Agoliinus och familjen Aphodiidae. Inga underarter finns listade i Catalogue of Life.